# Resultados do Carnaval do Rio de Janeiro em 1968
Nesta página estão listados os resultados dos concursos de escolas de samba, blocos de enredo, frevos carnavalescos, ranchos carnavalescos e sociedades carnavalescas do carnaval do Rio de Janeiro do ano de 1968. Os desfiles foram realizados entre os dias 24 e 27 de fevereiro de 1968.
Campeã no ano anterior, a Estação Primeira de Mangueira venceu o Grupo 1 novamente, conquistando seu 11.º título no carnaval. A escola realizou um desfile sobre o samba. O enredo "Samba, Festa de Um Povo" foi desenvolvido pelo carnavalesco Júlio Mattos, que conquistou seu segundo campeonato na elite do carnaval. Com um desfile sobre Pernambuco, o Império Serrano obteve o vice-campeonato por seis pontos de diferença para a Mangueira. Últimas colocadas, Independentes do Leblon e Império da Tijuca foram rebaixadas para a segunda divisão.
Em Cima da Hora venceu o Grupo 2, sendo promovida à primeira divisão junto com a vice-campeã, Imperatriz Leopoldinense. Além da Mangueira, Júlio Mattos também foi campeão com a Paraíso do Tuiuti. A escola conquistou o título do Grupo 3, sendo promovida à segunda divisão junto com a vice-campeã, União do Centenário.
Canários das Laranjeiras, Unidos do Cabral e Namorar Eu Sei foram os campeões dos grupos de blocos de enredo. Vassourinhas ganhou a disputa dos frevos. Decididos de Quintino foi o campeão dos ranchos. Clube dos Embaixadores venceu o concurso das grandes sociedades.

## Escolas de samba

### Grupo 1
O desfile do Grupo 1 foi organizado pela Associação das Escolas de Samba do Estado da Guanabara (AESEG) e realizado na Avenida Presidente Vargas, tendo início às 22 horas e 30 minutos do domingo, dia 25 de fevereiro de 1968. As escolas desfilaram sob chuva. Cerca de cem mil pessoas acompanharam as apresentações, segundo estimativa da imprensa. O desfile foi aberto por Independentes do Leblon e Unidos de São Carlos, respectivamente vice-campeã e campeã do Grupo 2 do ano anterior.
| Ordem dos desfiles |
| 1. Independentes do Leblon 2. Unidos de São Carlos 3. Unidos de Lucas 4. Unidos de Vila Isabel 5. Portela 6. Estação Primeira de Mangueira 7. Acadêmicos do Salgueiro 8. Império da Tijuca 9. Império Serrano 10. Mocidade Independente de Padre Miguel |

#### Quesitos e julgadores
As escolas foram avaliadas em doze quesitos.
| Quesito | Quesito                  | Quesito              | Julgador               | Valor         |
| ------- | ------------------------ | -------------------- | ---------------------- | ------------- |
|         | Bateria                  | Bateria              | Braguinha              | 1 a 10 pontos |
|         | Samba-Enredo             | Letra                | Inácio Guimarães       | 1 a 10 pontos |
| Melodia | Samba-Enredo             | Cláudio Barbestefano |                        | 1 a 10 pontos |
|         | Harmonia                 | Cláudio Barbestefano |                        | 1 a 10 pontos |
|         | Mestre-Sala              | Mestre-Sala          | Johnny Franklin        | 1 a 10 pontos |
|         | Porta-Bandeira           |                      | Johnny Franklin        | 1 a 10 pontos |
|         | Evolução                 | Evolução             | Ítalo de Oliveira      | 1 a 10 pontos |
|         | Conjunto                 |                      | Ítalo de Oliveira      | 1 a 10 pontos |
|         | Fantasias                | Fantasias            | Danúbio Menezes Galvão | 1 a 10 pontos |
|         | Comissão de Frente       |                      | Danúbio Menezes Galvão | 1 a 10 pontos |
|         | Enredo                   | Enredo               | Inácio Guimarães       | 1 a 10 pontos |
|         | Alegorias e Adereços     | Alegorias e Adereços | Napoleão Muniz Freire  | 1 a 10 pontos |
|         | Desfile Não Interrompido | J1                   | Maurício Sherman       | 1 a 5 pontos  |
| J2      | Desfile Não Interrompido | Sandra Dicken        |                        | 1 a 5 pontos  |
| J3      | Desfile Não Interrompido | Ricardo Cravo Albin  |                        | 1 a 5 pontos  |

#### Classificação
Estação Primeira de Mangueira foi a campeã, conquistando seu 11.º título no carnaval carioca. A escola também venceu no ano anterior. A Mangueira realizou um desfile sobre o samba. O enredo "Samba, Festa de Um Povo" foi desenvolvido pelo carnavalesco Júlio Mattos, que conquistou seu segundo campeonato na elite do carnaval.
Império Serrano ficou com o vice-campeonato, por seis pontos de diferença para a campeã, com um desfile sobre o estado brasileiro de Pernambuco. Terceiro colocado, o Acadêmicos do Salgueiro realizou um desfile sobre Ana Jacinta de São José, conhecida como Dona Beja. Portela ficou em quarto lugar com uma apresentação baseada na obra O Tronco do Ipê, do escritor brasileiro José de Alencar. Com um desfile sobre a escravidão no Brasil, a Unidos de Lucas se classificou em quinto lugar. Mocidade Independente de Padre Miguel foi a sexta colocada desfilando o enredo "Viagem Pitoresca Através do Brasil". Campeã do Grupo 2 do ano anterior, a Unidos de São Carlos conquistou a sétima colocação com um desfile sobre o Museu Imperial. Unidos de Vila Isabel ficou em oitavo lugar apresentando o enredo "Quatro Séculos de Modas e Costumes". Recém promovida ao Grupo 1 após conquistar o vice-campeonato do Grupo 2, a Independentes do Leblon foi rebaixada de volta para a segunda divisão. Penúltima colocada, a escola realizou um desfile sobre o Rio de Janeiro do Século XVIII. Após quatro anos na primeira divisão, o Império da Tijuca foi rebaixado para o Grupo 2. Último colocado, o Império homenageou o pintor brasileiro Candido Portinari, morto em 1962.
| Legenda: Campeã Rebaixadas para o Grupo 2 |

| Col. | Escola                                | Enredo                                            | Carnavalesco(a)                       | Pontos |
| ---- | ------------------------------------- | ------------------------------------------------- | ------------------------------------- | ------ |
| 1    | Estação Primeira de Mangueira         | Samba, Festa de Um Povo                           | Júlio Mattos                          | 125    |
| 2    | Império Serrano                       | Pernambuco, Leão do Norte                         | Jorge Bittencourt e Castelo Branco    | 119    |
| 3    | Acadêmicos do Salgueiro               | Dona Beja, a Feiticeira de Araxá                  | Fernando Pamplona e Maria Louise Néri | 112    |
| 4    | Portela                               | O Tronco do Ipê                                   | João Ramos Pacheco e Hamilton Ribeiro | 103    |
| 5    | Unidos de Lucas                       | História do Negro no Brasil ou Sublime Pergaminho | Clóvis Bornay                         | 99     |
| 6    | Mocidade Independente de Padre Miguel | Viagem Pitoresca Através do Brasil                | Mário Monteiro                        | 82     |
| 7    | Unidos de São Carlos                  | Uma Visita ao Museu Imperial                      | José Coelho e Francisco Henrique      | 79     |
| 8    | Unidos de Vila Isabel                 | Quatro Séculos de Modas e Costumes                | Augusto Gonçalves e Walter Tomé       | 76     |
| 9    | Independentes do Leblon               | Aspectos do Rio e da Vida Carioca no Século XVIII | Comissão de Carnaval                  | 60     |
| 10   | Império da Tijuca                     | Exaltação a Cândido Portinari                     | Gaúcho                                | 52     |

### Grupo 2
O desfile do Grupo 2 foi organizado pela AESEG e realizado na Avenida Rio Branco, entre as 21 horas e 30 minutos do domingo, dia 25 de fevereiro de 1968, e as 15 horas do dia seguinte. Segundo estimativa da imprensa, cerca de vinte mil pessoas acompanharam as apresentações.
| Ordem dos desfiles |
| 1. Beija-Flor 2. Unidos do Jacarezinho 3. São Clemente 4. Unidos do Cabuçu 5. Unidos da Tijuca 6. Lins Imperial 7. Unidos de Jacarepaguá 8. Imperatriz Leopoldinense 9. Tupy de Brás de Pina 10. Aprendizes da Gávea 11. Acadêmicos de Santa Cruz 12. Unidos de Padre Miguel 13. Em Cima da Hora 14. Caprichosos de Pilares |

#### Quesitos e julgadores
As escolas foram avaliadas em nove quesitos.
| Quesito        | Quesito     | Julgador               |
| -------------- | ----------- | ---------------------- |
|                | Alegorias   | De Figueiredo          |
|                | Bateria     | Valdemar Silva e Silva |
| Prof. Sorensen | Bateria     |                        |
|                | Coreografia |                        |
|                | Enredo      | Pedro Jorge            |
|                | Evolução    | Rute Laus              |
|                | Conjunto    | Rute Laus              |
|                | Fantasia    | Wagner Ribeiro         |
|                | Música      | Pedro Paulo Leone      |
|                | Harmonia    | Pedro Paulo Leone      |

#### Classificação
Confirmando o favoritismo apontado pela imprensa, a Em Cima da Hora foi campeã, conquistando sua promoção inédita à primeira divisão. Em seu desfile, a escola homenageou a combatente Anita Garibaldi. Vice-campeã, a Imperatriz Leopoldinense também foi promovida ao Grupo 1, de onde foi rebaixada no ano anterior.
| Legenda: Promovidas ao Grupo 1 Rebaixadas para o Grupo 3 * Sem informação disponível |

| Col. | Escola                   | Enredo                                                 | Carnavalesco(a)                     | Pontos |
| ---- | ------------------------ | ------------------------------------------------------ | ----------------------------------- | ------ |
| 1    | Em Cima da Hora          | Anita Garibaldi, Amor e Revolução                      | Ney Roriz                           | 114    |
| 2    | Imperatriz Leopoldinense | Bahia em Festa                                         | Departamento Cultural e de Carnaval | 100    |
| 3    | Unidos da Tijuca         | Danças do Brasil                                       | *                                   | 94     |
| 4    | Unidos de Jacarepaguá    | Promulgação da Lei Áurea                               | *                                   | 90     |
| 5    | Acadêmicos de Santa Cruz | Moedas e Medalhas do Brasil                            | Joceil Vargas                       | 86     |
| 6    | Tupy de Brás de Pina     | Bodas Imperiais                                        | *                                   | 79     |
| 7    | São Clemente             | Vultos da Cultura Imperial                             | Ivo da Rocha Gomes                  | 75     |
| 8    | Unidos de Padre Miguel   | Salões e Damas do Segundo Império                      | *                                   | 73     |
| 9    | Beija-Flor               | Exaltação a José de Alencar                            | Anézio                              | 65     |
| 10   | Unidos do Jacarezinho    | Exaltação à Cultura Nacional                           | Ney Gaspar Gonçalves                | 65     |
| 11   | Aprendizes da Gávea      | Dragão do Mar ou Jangadeiro da Abolição                | *                                   | 62     |
| 12   | Lins Imperial            | Exaltação às Façanhas Heróicas dos Bravos Bandeirantes | *                                   | 61     |
| 13   | Caprichosos de Pilares   | Brasil em Plena Primavera                              | *                                   | 58     |
| 14   | Unidos do Cabuçu         | A Primazia da Bahia                                    | *                                   | 52     |

### Grupo 3
O desfile do Grupo 3 foi organizado pela AESEG e realizado a partir das 21 horas e 30 minutos do domingo, dia 25 de fevereiro de 1968, na Praça Onze.
| Ordem dos desfiles |
| 1. União de Vaz Lobo 2. Independentes de Mesquita 3. União do Centenário 4. Acadêmicos do Engenho da Rainha 5. União da Ilha do Governador 6. Independentes do Zumbi 7. Inferno Verde 8. Unidos de Nilópolis 9. Aprendizes da Boca do Mato 10. Unidos de Manguinhos 11. Unidos da Vila Santa Tereza 12. Unidos do Éden 13. Capricho do Centenário 14. Unidos do Jardim 15. Império do Marangá 16. Unidos do Uraiti 17. Cartolinhas de Caxias 18. Unidos da Vila São Luís 19. Unidos da Ponte 20. Império de Campo Grande 21. Paraíso do Tuiuti 22. Unidos de Bangu |

#### Quesitos e julgadores
As escolas foram avaliadas em onze quesitos.
| Quesito                 | Quesito                      | Julgador                  |
| ----------------------- | ---------------------------- | ------------------------- |
|                         | Alegorias                    | Ivan Geraldo Ferreira     |
|                         | Bateria                      | José Carlos Avelino       |
| Mário Fontes Nascimento | Bateria                      |                           |
|                         | Enredo                       |                           |
|                         | Letra do Samba               |                           |
|                         | Evolução                     | Pedro Paulo Machado       |
|                         | Conjunto                     | Pedro Paulo Machado       |
|                         | Fantasias                    | Vânia Aída Maria de Paula |
|                         | Comissão de Frente           | Vânia Aída Maria de Paula |
|                         | Harmonia                     | Ivan Morais               |
|                         | Melodia                      | Ivan Morais               |
|                         | Mestre-Sala e Porta-Bandeira | Milton Alves da Costa     |

#### Classificação
Paraíso do Tuiuti foi a campeã, sendo promovida ao Grupo 2, de onde foi rebaixada em 1966. A escola realizou um desfile sobre seu bairro de origem, São Cristóvão. O enredo "São Cristóvão, Bairro Imperial" foi assinado pelo carnavalesco Júlio Mattos, que também venceu o Grupo 1 com a Mangueira. Vice-campeã, a União do Centenário também foi promovida ao Grupo 2.
| Legenda: Promovidas ao Grupo 2 * Sem informação disponível |

| Col. | Escola                          | Enredo                                     | Carnavalesco(a)                                       | Pontos |
| ---- | ------------------------------- | ------------------------------------------ | ----------------------------------------------------- | ------ |
| 1    | Paraíso do Tuiuti               | São Cristóvão, Bairro Imperial             | Júlio Mattos                                          | 108    |
| 2    | União do Centenário             | Segredo das Esmeraldas                     | *                                                     | 94     |
| 3    | União de Vaz Lobo               | Anjos do Brasil                            | *                                                     | 90     |
| 4    | Império de Campo Grande         | Exaltação a Francisco Freire Alemão        | *                                                     | 77     |
| 5    | Unidos do Uraiti                | Mistérios e Lendas do Rio Rei              | *                                                     | 76     |
| 6    | Cartolinhas de Caxias           | Imagens da Bahia                           | *                                                     | 75     |
| 7    | Unidos da Vila Santa Tereza     | Homenagem ao Samba                         | Frederico Moreira Codoy e Alcides Fernandes de Castro | 74     |
| 8    | Unidos da Vila São Luís         | Mestre Valentim                            | *                                                     | 72     |
| 9    | Unidos de Bangu                 | Vida e História de Vitor Meirelles de Lima | Dario de Souza                                        | 69     |
| 10   | Unidos de Nilópolis             | Exaltação a Joaquim Nabuco                 | *                                                     | 69     |
| 11   | União da Ilha do Governador     | Revolução dos Alfaiates                    | Nelson                                                | 66     |
| 12   | Capricho do Centenário          | A Vida de Castro Alves                     | *                                                     | 65     |
| 13   | Inferno Verde                   | Riquezas do Brasil                         | *                                                     | 63     |
| 14   | Independentes do Zumbi          | Os Bandeirantes                            | *                                                     | 62     |
| 15   | Império do Marangá              | Bailado Histórico do Rio de Janeiro        | *                                                     | 62     |
| 16   | Unidos da Ponte                 | Brasil, Berço de Heróis                    | Carmelita Brasil                                      | 60     |
| 17   | Aprendizes da Boca do Mato      | Dirceu e Marília, Amor em Vila Rica        | *                                                     | 59     |
| 18   | Unidos de Manguinhos            | A Fonte dos Amores                         | Manuel Araújo da Silva                                | 57     |
| 19   | Unidos do Jardim                | Rio, Capital do Samba                      | *                                                     | 57     |
| 20   | Acadêmicos do Engenho da Rainha | Noite de Sonho                             | *                                                     | 57     |
| 21   | Unidos do Éden                  | Transmigração da Família Real              | *                                                     | 48     |
| 22   | Independentes de Mesquita       | Marília, Noiva da Inconfidência            | *                                                     | 40     |

## Blocos de enredo
Os desfiles dos blocos de enredo foram organizados pela Federação dos Blocos Carnavalescos do Estado do Rio de Janeiro (FBCERJ).

### Grupo 1
O Grupo 1 desfilou na noite do sábado, dia 24 de fevereiro de 1968, na Avenida Presidente Vargas, logo após as exibições dos frevos.
| Ordem dos desfiles |
| 1. Quem Quiser Pode Vir 2. Mocidade de Água Santa 3. Batutas de Cordovil 4. Bafo do Bode 5. Bafo da Onça 6. Cometas do Bispo 7. Bloco do Barriga 8. Vai se Quiser 9. Arranco 10. Canários das Laranjeiras 11. Foliões de Botafogo 12. Não Tem Mosquito 13. Quem Fala de Nós Não Sabe o Que Diz |

Classificação
Canários das Laranjeiras foi o campeão.
| Legenda: Campeão Rebaixados para o Grupo 2 * Sem informação disponível |

| Col. | Bloco                               | Enredo                                          | Pontos |
| ---- | ----------------------------------- | ----------------------------------------------- | ------ |
| 1    | Canários das Laranjeiras            | Rebouças, o Mulato Símbolo                      | *      |
| 2    | Arranco                             | Magia da Crendice Popular                       | 58     |
| 3    | Vai Se Quiser                       | Exposição de Belas Artes                        | 58     |
| 4    | Foliões de Botafogo                 | Almôndegas de Ouro                              | 57     |
| 5    | Não Tem Mosquito                    | Este Rio Moleque                                | 48     |
| 6    | Quem Fala de Nós Não Sabe o Que Diz | Castro Alves, Vida e Obra                       | 47     |
| 7    | Bafo da Onça                        | *                                               | 47     |
| 8    | Bafo do Bode                        | Vultos Notáveis do II Império                   | 46     |
| 9    | Cometas do Bispo                    | Imaginações de Mário Filho                      | 45     |
| 10   | Bloco do Barriga                    | Pequena Rapsódia de Brasilidades                | 43     |
| 11   | Batutas de Cordovil                 | Trechos e Glórias da História do Rio de Janeiro | 27     |
| 12   | Mocidade Independente de Água Santa | Três Fatos Históricos de Minas Gerais           | 25     |
| 13   | Quem Quiser Pode Vir                | Exaltação ao Café                               | 18     |

### Grupo 2
Unidos do Cabral foi o campeão, sendo promovido ao Grupo 1 junto com Império do Pavão e Unidos do Cantagalo.
| Legenda: Promovidos ao Grupo 1 Rebaixados para o Grupo 3 |

| Col. | Bloco                            | Enredo                                 | Pontos |
| ---- | -------------------------------- | -------------------------------------- | ------ |
| 1    | Unidos do Cabral                 | Paulistas e Emboabas                   | 38     |
| 2    | Império do Pavão                 | Amores de Vice-Rei                     | 34     |
| 3    | Unidos do Cantagalo              | Passeio pela Cidade Maravilhosa        | 34     |
| 4    | Amigos do Pompílio               | Horóscopo                              | 28     |
| 5    | Mocidade Independente de Inhaúma | Como Nasce um Povo                     | 24     |
| 6    | Unidos de Barros Filho           | Casemiro de Abreu, Sua Vida e Sua Obra | 24     |
| 7    | Unidos do Cordovil               | Tempos de Criança                      | 22     |
| 8    | Unidos do Parque Felicidade      | Exaltação à Primavera                  | 20     |
| 9    | Batutas de Oswaldo Cruz          | *                                      | 19     |
| 10   | Infantes da Piedade              | Memórias da Rua Uruguaiana             | 10     |

### Grupo 3
Namorar Eu Sei foi o campeão, sendo promovido ao Grupo 2 junto com Unidos do Diadema, Unidos de São Cristóvão e Diplomatas de Anchieta. Últimos colocados, Império da Gávea, Centenário de Nilópolis e Acadêmicos do Colégio foram rebaixados para o Grupo 4, que seria criado para o carnaval do ano seguinte.
Os jornais citam também o Bloco Deixa Comigo, cujo enredo era "Invasão Holandesa". Entretanto, não há mais informações sobre o desfile do Bloco.
| Legenda: Promovidos ao Grupo 2 Rebaixados para o Grupo 4 * Sem informação disponível |

| Col. | Bloco                          | Enredo                                | Pontos |
| ---- | ------------------------------ | ------------------------------------- | ------ |
| 1    | Namorar Eu Sei                 | As Quatro Estações do Ano             | *      |
| 2    | Unidos do Diadema              | Os Bandeirantes                       | 56     |
| 3    | Unidos de São Cristóvão        | Sinfonia de um Folclore               | 53     |
| 4    | Diplomatas de Anchieta         | O Amigo dos Índios (Rondon)           | 48     |
| 5    | Suspiro da Cobra               | *                                     | 42     |
| 6    | Independentes do Pavãozinho    | Amor do Vice-Rei                      | 41     |
| 7    | Embalo do Morro do Urubu       | Heroínas do Tijuco Taco               | 40     |
| 8    | Unidos da Villa Rica           | O Café no II Centenário da Introdução | 39     |
| 9    | Mocidade Unida de Brás de Pina | Uma Noite no Circo                    | 36     |
| 10   | Mocidade de São Mateus         | *                                     | 34     |
| 11   | Mocidade Louca de Caxias       | Rio Antigo                            | 34     |
| 12   | Império da Gávea               | Rio Antigo                            | 32     |
| 13   | Centenário de Nilópolis        | Peri, o Protetor de Ceci              | 32     |
| 14   | Acadêmicos do Colégio          | Relíquias do Carnaval Antigo          | 25     |

## Frevos carnavalescos
O desfile dos frevos foi realizado na noite do sábado, dia 24 de fevereiro de 1968, na Avenida Presidente Vargas.

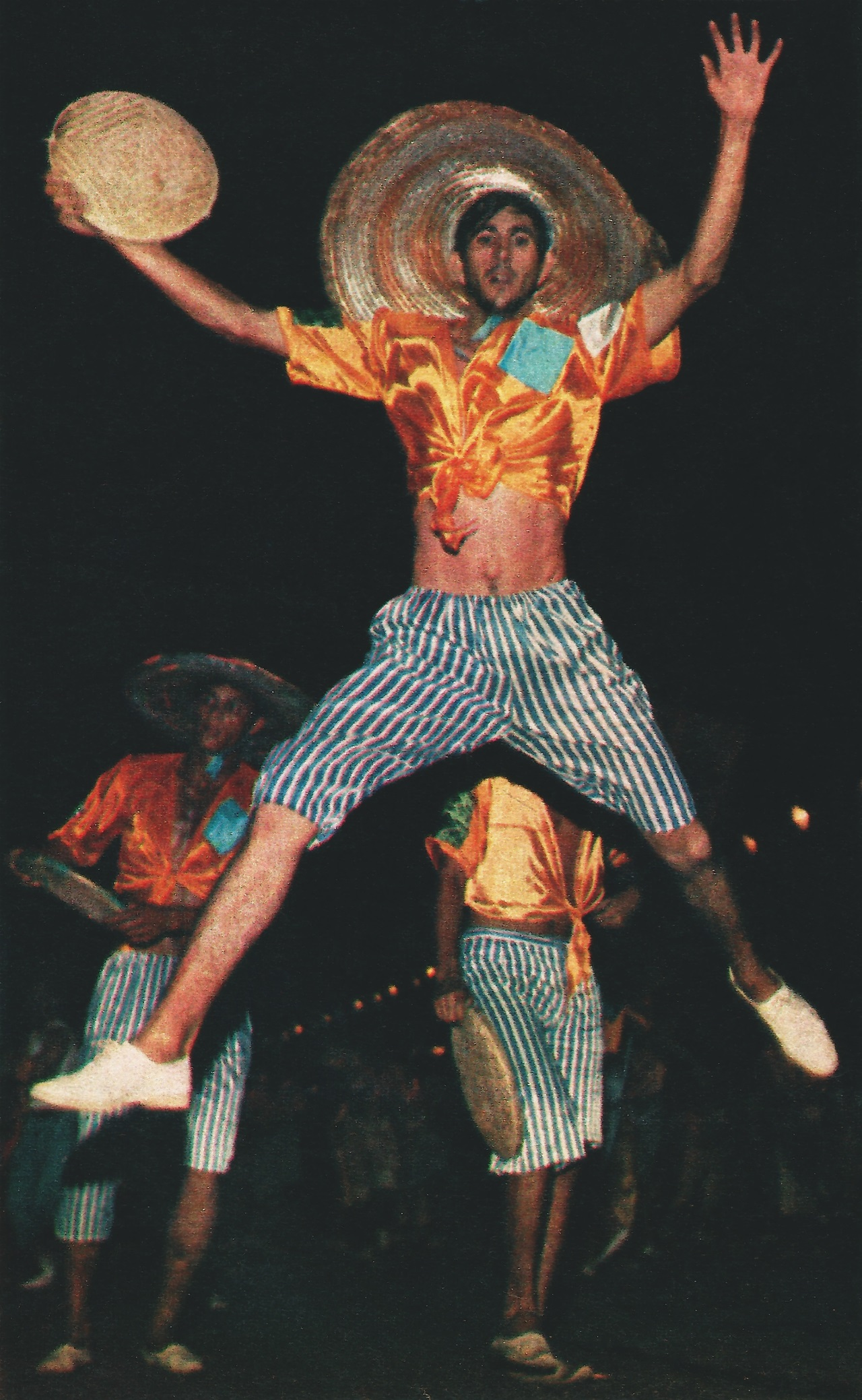
Imagem do desfile do Pás Douradas no carnaval de 1968.

| Ordem dos desfiles |
| 1. Pás Douradas 2. Vassourinhas 3. Misto Toureiros 4. Lenhadores 5. Clube dos Cariocas 6. Batutas da Cidade Maravilhosa |

### Quesitos e julgadores
Os clubes foram avaliados em cinco quesitos.
| Quesito | Quesito   | Julgador            |
| ------- | --------- | ------------------- |
|         | Evolução  | Johnny Franklin     |
|         | Passistas | Milton Morais       |
|         | Fantasias | Mário de Oliveira   |
|         | Melodia   | Ricardo Cravo Albin |
|         | Enredo    | Darci Tecídio       |

### Classificação
Vassourinhas ganhou o concurso.
| Col. | Frevo                         | Enredo                              | Pontos |
| ---- | ----------------------------- | ----------------------------------- | ------ |
| 1    | Vassourinhas                  | Quadros Típicos do Nosso Folclore   | 47     |
| 2    | Pás Douradas                  | A Lei Áurea                         | 39     |
| 3    | Lenhadores                    | Carnaval, Alegria do Povo           | 39     |
| 4    | Misto Toureiros               | Frevo no Reino das Pedras Preciosas | 30     |
| 5    | Batutas da Cidade Maravilhosa | Viva Nossa Marinha                  | 23     |
| 6    | Clube dos Cariocas            | Conheça o Brasil                    | 15     |

## Ranchos carnavalescos
O desfile dos ranchos foi realizado a partir da noite da segunda-feira, dia 26 de fevereiro de 1968, na Avenida Presidente Vargas.
| Ordem dos desfiles |
| 1. Tomara que Chova 2. Unidos do Morro do Pinto 3. Azulões da Torre 4. Decididos de Quintino 5. Unidos do Cunha 6. Recreio da Saúde 7. Índios do Leme 8. Aliados de Quintino |

### Quesitos e julgadores
Os ranchos foram avaliados em nove quesitos.
| Quesito        | Quesito                                   | Julgador         |
| -------------- | ----------------------------------------- | ---------------- |
|                | Fantasias                                 | Carlos Sorensen  |
|                | Harmonia                                  | Pedro Jorge      |
|                | Melodia                                   | Ruth Laus        |
|                | Evoluções                                 | Edmundo Carijó   |
|                | Coreogria de Mestre-Sala e Porta-Bandeira | Edson Carneiro   |
|                | Estandarte                                | Eneida de Moraes |
|                | Enredo                                    | Darci Tecídio    |
|                | Letras de Marchas e Sambas                | Darci Tecídio    |
|                | Desfile                                   | Davi Rocha       |
| Hélio Kaltmann | Desfile                                   |                  |

### Classificação
Decididos de Quintino foi o campeão apresentando um enredo sobre a obra do compositor brasileiro Carlos Gomes.
| Col. | Rancho                   | Enredo                                       | Pontos |
| ---- | ------------------------ | -------------------------------------------- | ------ |
| 1    | Decididos de Quintino    | Carlos Gomes e Suas Cinco Óperas Imortais    | 78     |
| 2    | Tomara que Chova         | Curiosidades do Brasil                       | 65     |
| 3    | Recreio da Saúde         | Exaltação ao Teatro Brasileiro               | 61     |
| 4    | Unidos do Cunha          | Datas Nacionais                              | 58     |
| 5    | Azulões da Torre         | Porque me Orgulho em Ser Brasileiro          | 58     |
| 6    | Aliados de Quintino      | Telas de Um Pintor                           | 52     |
| 7    | Unidos do Morro do Pinto | História da Galeota Imperial, de 1808 a 1922 | 51     |
| 8    | Índios do Leme           | Apoteose do Carnaval                         | 47     |

## Sociedades carnavalescas
O desfile das grandes sociedades foi realizado a partir da noite da terça-feira de carnaval, dia 27 de fevereiro de 1968, na Avenida Presidente Vargas.
| Ordem dos desfiles |
| 1. Pierrôs da Caverna 2. Embaixada do Sossego 3. Clube dos Embaixadores 4. Tenentes do Diabo 5. Turunas de Monte Alegre |

### Julgadores
A comissão julgadora foi formada por Valter Marques (professor do Museu de Arte Moderna); De Figueiredo (da Escola de Belas Artes); Inácio Guimarães (jornalista e crítico musical); e Ana Letícia (cenógrafa, figurinista e professora do Museu de Arte Moderna).

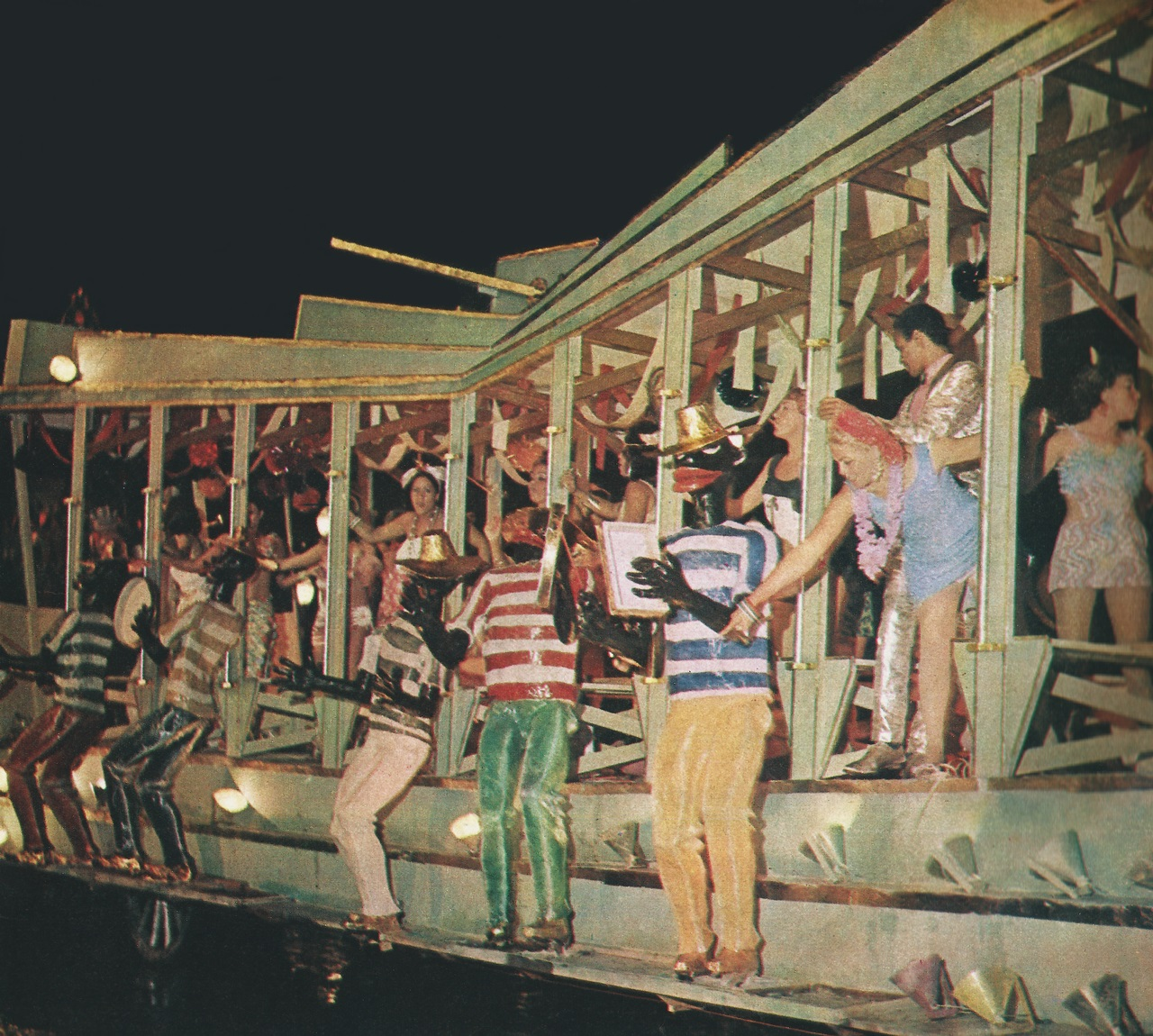
Imagem do desfile do Clube dos Embaixadores no carnaval de 1968.

### Classificação
O Clube dos Embaixadores venceu a disputa.
| Legenda: Campeão * Sem informação disponível |

| Col. | Sociedade               | Pontos |
| ---- | ----------------------- | ------ |
| 1    | Clube dos Embaixadores  | *      |
| 2    | Embaixada do Sossego    | 45     |
| 3    | Pierrôs da Caverna      | 44     |
| 4    | Tenentes do Diabo       | 35     |
| 5    | Turunas de Monte Alegre | 35     |